# Esclop

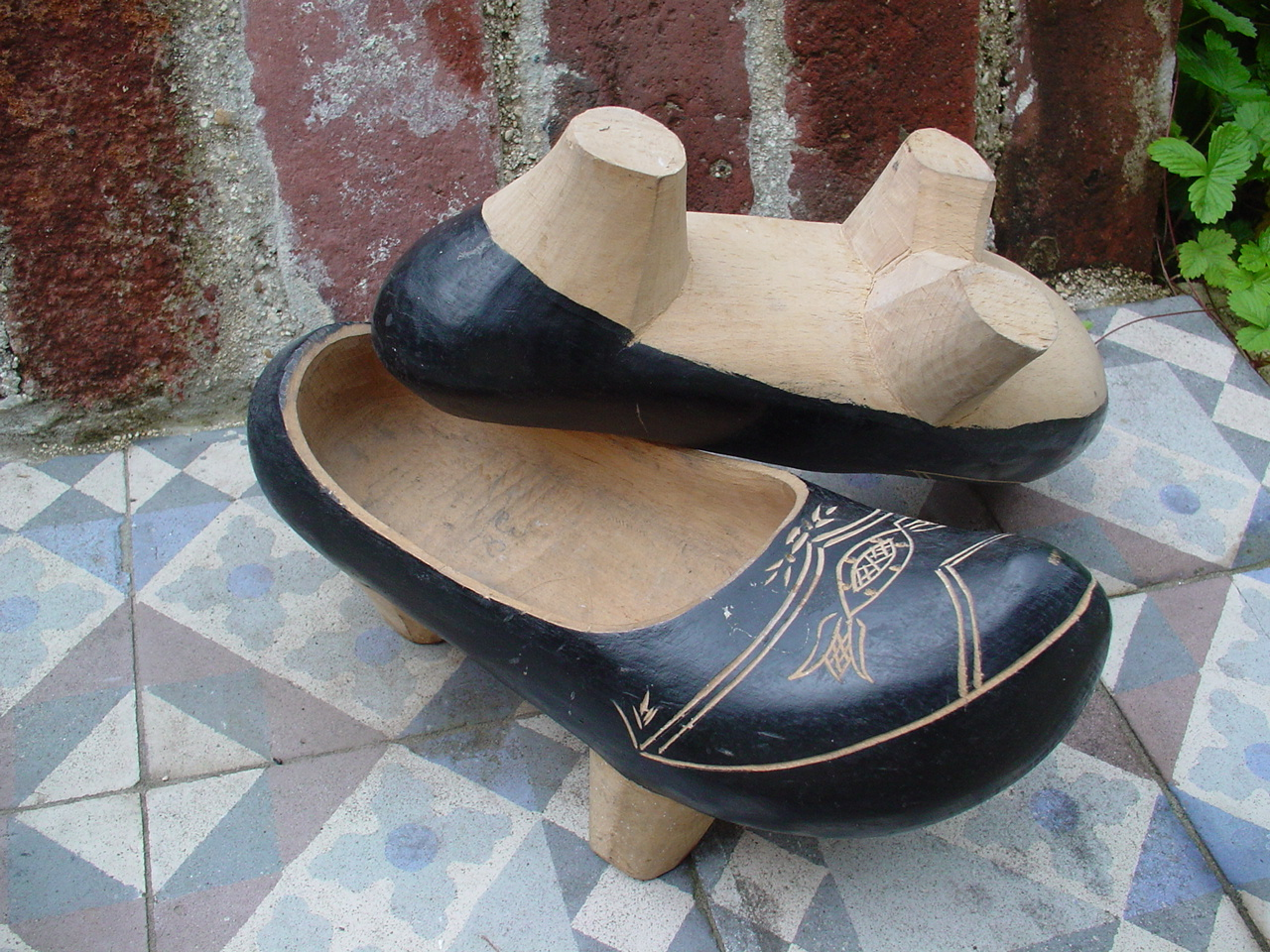
albarca, un tipus d'esclop de Cantàbria.

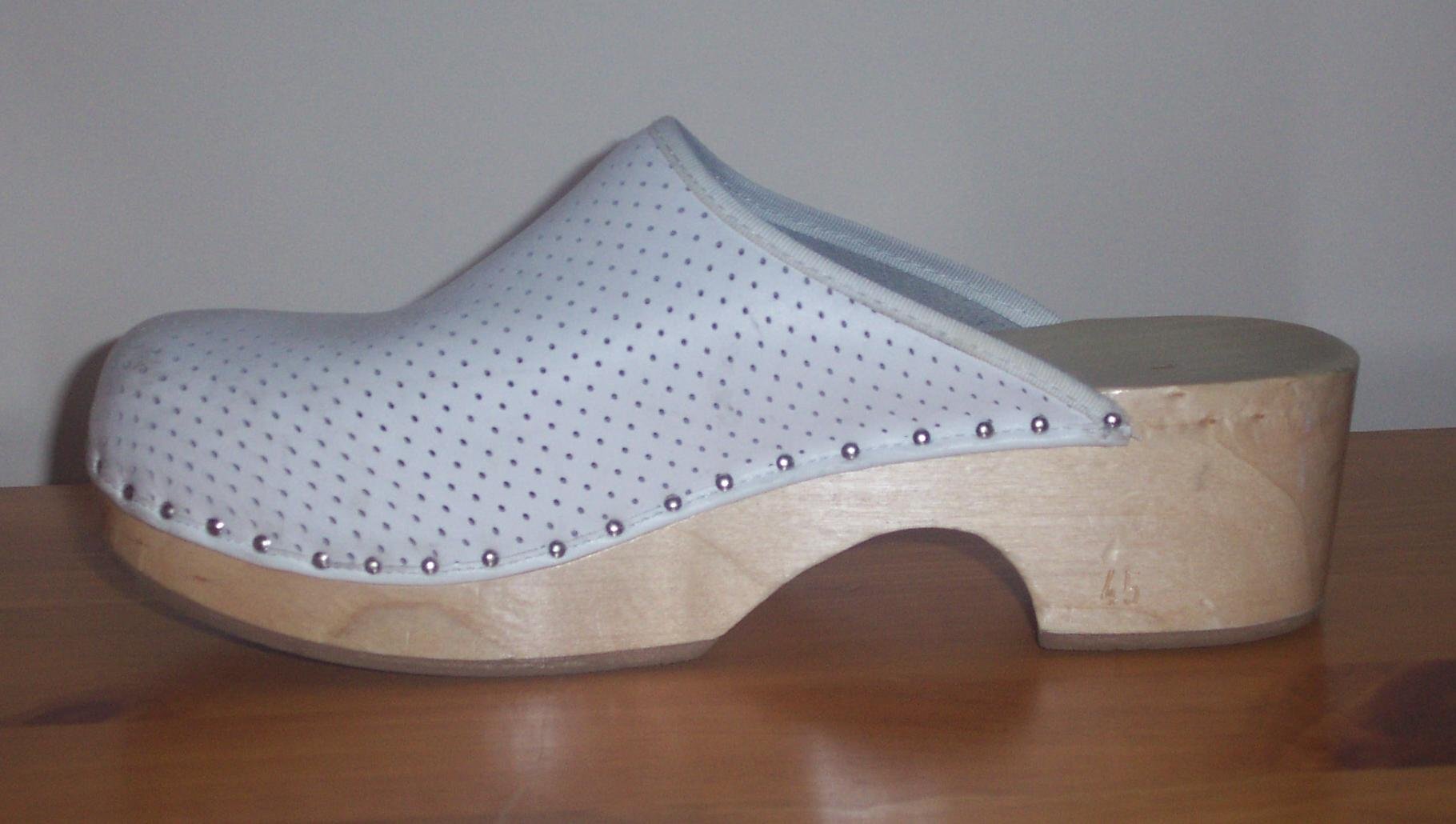
Un esclop femení suís.

Un esclop o, en algunes contrades, galotxa o soc, és un tipus de calçat caracteritzat per ser especialment senzill, fet de fusta, i per no tenir part posterior, com és el cas dels esclops suïssos. Tradicionalment els esclops han estat el calcer pagès o rural d'una gran part d'Europa, del Japó, etc. Actualment la gran majoria són de fabricació industrial i en fan servir sobretot, però no exclusivament, les dones. Segons la revista Sàpiens, l'últim escloper català fou Jordi Coll, de Taradell, qui va morir el 2009. Hi ha notícies de més esclopers, com Ramon Seira de Terrassa i els seus fills.
Existeix un Museu de l'Esclop a Meranges.